# Ordódy Béla
Ordódy Béla (Budapest, 1880. január 13. – Budapest, 1955. november 28.) válogatott labdarúgó, fedezet, nemzetközi játékvezető, vízilabdázó és válogatott jégkorongkapus, a valaha volt legidősebb olimpikon jégkorongozó. Vízilabdázásban 1918-ban és 1919-ben az FTC bajnokcsapatának a tagja. Polgári foglalkozása vegyészmérnök, a MÁV-nál főmérnökként dolgozott.

## Pályafutása

### Labdarúgóként
1901-ben és 1902-ben a bajnok Budapesti TC játékosa. A második bajnoki cím megszerzésekor az év labdarúgója lett. 1903–1905 között a BEAC csapatában játszott. Innen került be két alkalommal a válogatottba. 1905-ben egyetlen Ezüstlabda mérkőzésen szerepelt a Ferencvárosban.
1901. április 11-én tagja volt az első magyar válogatottnak, mely a Richmond AFC ellen lépett pályára és 4–0-s vereséget szenvedett. 1904-ben két alkalommal szerepelt a válogatottban. Az első nem hivatalos magyar–osztrák Ramblerek (nem a szövetség által összeállított válogatott) mérkőzés résztvevője.
A kezdeti időszakokban még nem voltak képzett bírók. Gyakorlata valamint szabályismerete alapján vizsga nélkül, szükségből lett játékvezető. Az alakuló klubtalálkozókon, bemutató mérkőzéseken tevékenykedett. Bizottság küldése alapján, az MLSZ által üzemeltetett bajnokságokban tevékenykedett. AZ MLSZ BB javaslatára NB II-es, 1903-tól NB I-es bíró. 1901–1904 között a legjobb vizsga nélküli játékvezetők között tartják nyilván. Küldési gyakorlat szerint rendszeres partbírói szolgálatot is végzett. A játékvezetéstől 1904-ben visszavonult, jégkorongozó lett. NB I-es mérkőzéseinek száma: 9.

### Jégkorongozóként
Jégkorongozóként kapus poszton szerepelt. 1927-ben és 1928-ban a Budapesti Korcsolyázó Egylet jégkorongcsapatának játékosaként 5-szörös válogatott. A Magyar férfi jégkorong-válogatott tagjaként 1927-ben nevezték a bécsi Európa-bajnokságra. Itt résztvevője volt a  válogatott első hivatalos mérkőzésének. 1928-ban a téli olimpiai játékokon is csapattag volt. Itt, összesen csak egy mérkőzésen jutott szóhoz, de ezzel be is írta magát a jégkorong történelemkönyvébe. A mai napig (2014) ő a legidősebb (48 év 29 nap) olimpiai tornán szereplő jégkorongozó.

## Sikerei, díjai

### Labdarúgóként
- Magyar bajnokság
  - bajnok: 1901. 1902
- Az év labdarúgója: 1902

## Statisztika

### Mérkőzései a labdarúgó-válogatottban
| Magyarország | Magyarország      | Magyarország               | Magyarország | Magyarország | Magyarország | Magyarország | Magyarország | Magyarország |
| #            | Dátum             | Helyszín                   | Hazai        | Eredmény     | Vendég       | Kiírás       | Gólok        | Esemény      |
| ------------ | ----------------- | -------------------------- | ------------ | ------------ | ------------ | ------------ | ------------ | ------------ |
|              | 1901. április 11. | Budapest, Millenáris-pálya | Magyarország | 0 – 4        | Richmond AFC | barátságos   | -            |              |
| 1.           | 1904. június 2.   | Budapest, Millenáris-pálya | Magyarország | 3 – 0        | Ausztria     | barátságos   | -            |              |
| 2.           | 1904. október 9.  | Bécs, Cricketer-pálya      | Ausztria     | 5 – 4        | Magyarország | barátságos   | -            |              |
|              | Összesen          |                            |              | 2            | mérkőzés     |              | 0            | gól          |